# Verband Deutscher Ubootfahrer

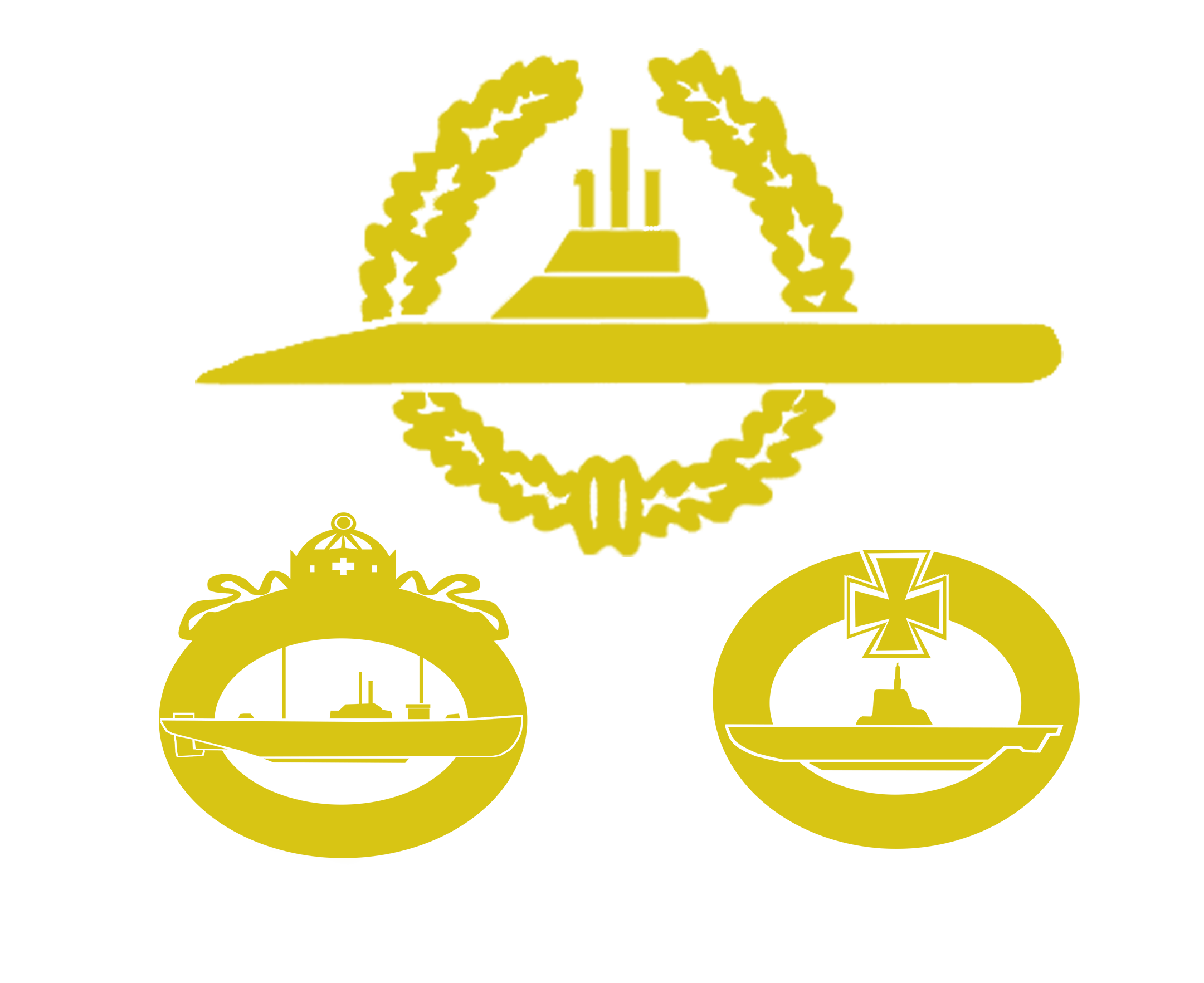
Logo des Verbands Deutscher Ubootfahrer

Der Verband Deutscher Ubootfahrer e. V. (VDU) wurde am 16. September 1961 als Dachverband der Ubootkameradschaften in der Bundesrepublik Deutschland gegründet. Der Verband versteht sich heute auch als Bindeglied zwischen ehemaligen und aktiven Ubootfahrern. Der Verband hat seinen Sitz in Hamburg und ist im Vereinsregister des Amtsgerichts Hamburg unter der Nummer VR 7267 eingetragen.

## Geschichte
Zum Zeitpunkt der Gründung des Verbandes bestand die Mehrzahl der Mitglieder und der Funktionsträger aus überlebenden Ubootfahrern der Kriegsmarine. Nach dem Ende des Zweiten Weltkriegs waren Zusammenschlüsse in Kameradschaften nach alliiertem Kontrollratsgesetz Nr. 8, Artikel III zunächst verboten. Erst nach der Aufhebung dieser Einschränkung gründeten sich Anfang der 1950er-Jahre wieder erste Ubootkameradschaften. Eine der ersten war die im Januar 1952 neu gegründete U-Boot-Kameradschaft Hamburg. Es folgte das erste deutschlandweite Treffen der im Verband zusammengeschlossenen Ubootfahrer am 15. und 16. Mai 1954 in Hamburg. Diesem nationalen Ubootfahrertreffen folgten bisher 26 weitere Treffen im Abstand von 2 bis 4 Jahren. Besonders zu erwähnen sind das von der Ubootkameradschaft München ausgerichtete 20. Nationale Ubootfahrertreffen im Mai 2002 in Passau, das in Verbindung mit dem 39. Internationalen Ubootfahrertreffen stattfand, und das 22. Nationale Ubootfahrertreffen im Mai 2007, das unter dem Motto 100 Jahre deutsche Uboote stand (am 14. Dezember 1906 wurde mit U 1 das erste Uboot der Kaiserlichen Marine in Dienst gestellt) und von der Ubootkameradschaft Kiel in Kooperation mit der Deutschen Marine ausgerichtet wurde. Das 28. Treffen findet vom 26. bis 28. April 2024 in Eckernförde statt. Vor Beginn der Nationalen Ubootfahrertreffen führt der Verband gemäß Satzung jeweils einen Delegiertentag durch, auf dem unter anderem der Vorstand des Verbandes durch die Vertreter der Ubootkameradschaften und durch die Regionalbeauftragten (als Vertreter der Einzelmitglieder in den Regionen) gewählt wird.
Im Jahre 1962 beteiligte sich der Verband Deutscher Ubootfahrer e. V. erstmals an einem internationalen Treffen der Ubootfahrer. Die Initiative für das internationale Treffen ging vom Präsidenten des Freundschaftsverbandes der ehemaligen französischen Ubootfahrer, Section Le Havre aus. Aus dieser Initiative ist eine Folge von jährlichen internationalen Ubootfahrertreffen entstanden, wobei die Treffen im Wechsel von anderen nationalen Verbänden ausgerichtet werden. Mit der Zahl der teilnehmenden Nationen hat sich auch eine Bandbreite an Veranstaltungsorten weltweit ergeben. 58 dieser Treffen haben von 1962 bis 2023 in Europa (Frankreich, England, Italien, Polen, Kroatien, Griechenland, Schweden, Österreich und Deutschland), in den USA und Argentinien, in der Ukraine, in Russland, in der Türkei und in Israel stattgefunden.

## Zielsetzung
Nach der Gründung des Verbands lag die Zielsetzung zunächst überwiegend darin, dass sich die ehemaligen Ubootfahrer der Kriegsmarine zu gemeinsamen Veranstaltungen treffen konnten, denn die Besatzungsgemeinschaft auf engem Raum auf Ubooten hatte von Beginn an eine besonders starke kameradschaftliche Verbindung zur Folge. Nach und nach kamen als Mitglieder im Verband aktive und ehemalige Ubootfahrer der Bundesmarine / Deutschen Marine hinzu und änderten damit die Struktur und die Zielsetzung des Verbandes, der sich heute als Dachorganisation und Interessenvertretung aller Ubootfahrer und aller an Geschichte, Technik und Taktik der Ubootwaffe interessierten Personen versteht.
Der Verband Deutscher Ubootfahrer e. V. (VDU) ist eine parteipolitisch, konfessionell und weltanschaulich unabhängige Organisation. Mitglieder des Verbandes sind Ubootkameradschaften mit ihren Mitgliedern und Einzelpersonen. Bei den Ubootkameradschaften hat sich mit dem Wechsel der Mitgliederstruktur von der Kriegsgeneration zur Nachkriegsgeneration nach und nach eine Verschiebung von regionalen Kameradschaften (derzeit noch Hamburg, Kiel, München, Wilhelmshaven) zu bootsbezogenen Kameradschaften vollzogen. Dabei sind z. B. die Ubootkameradschaften U 11 (Uboot der Klasse 205), U 15, U 17, U 23, U 27, U 28 (jeweils Uboote der Klasse 206A) und U 34/DELTA (U 34 ist ein Uboot der Klasse 212A) entstanden, deren Mitglieder auf diesen Booten der Bundesmarine / Deutschen Marine gefahren sind. Auch die „Bordkameradschaft Uboot-Unterstützungs-Einheit MAIN“ (UUE Tender MAIN) hat sich dem VDU angeschlossen. Daneben gibt es auch in den regionalen Kameradschaften, z. B. in der Ubootkameradschaft Kiel e. V., sowie lose Zusammenschlüsse ehemaliger Ubootfahrer, die auf einem bestimmten Boot Dienst getan haben, z. B. auf U Hai (Typ XXIII und nach einem Umbau im Jahre 1964 Klasse 240) oder auf U 8 (Klasse 205).
Im Jahre 2012 erfolgte eine Neuausrichtung des Verbandes mit einer Strukturierung in sechs Regionen, in denen die vielen Einzelmitglieder des VDU durch Regionalbeauftragte betreut werden, die u. a. Veranstaltungen und Treffen in den Regionen organisieren.
In den letzten Jahren hinzugekommen ist die Unterstützung des Erhalts von Museums-Ubooten der Klassen 205 und 206A (ehemalige Uboote der Bundesmarine / Deutschen Marine). Das betrifft primär U 10 (Deutsches Marinemuseum), U 9 (Technik Museum Speyer) und U 17 (in Vorbereitung für das Technik Museum Sinsheim).

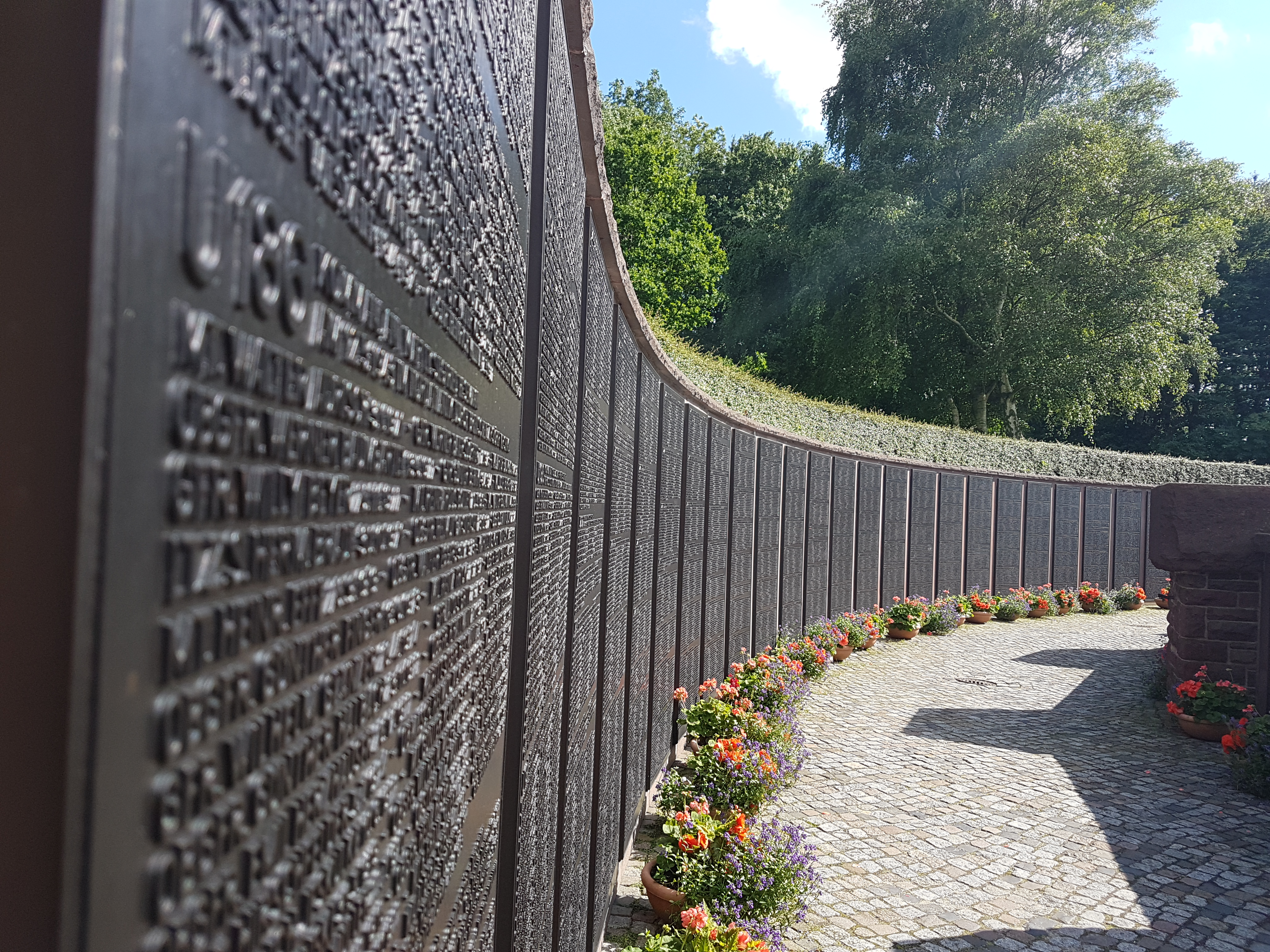
Das U-Boot-Ehrenmal in Möltenort

Der Verband fördert u. a. auch die Pflege und den Erhalt von Gedenkstätten für Kriegsopfer, insbesondere durch die Unterstützung der Stiftung U-Boot-Ehrenmal Möltenort, des Deutschen Marinebundes e. V. (DMB) und des Volksbundes Deutsche Kriegsgräberfürsorge e. V. Mitglieder des VDU – darunter insbesondere Mitglieder der Ubootkameradschaft Kiel e. V. – nehmen regelmäßig an Arbeitseinsätzen am U-Boot-Ehrenmal sowie an der Gedenkstunde zum Volkstrauertag teil. Gründer der gemeinnützigen Stiftung U-Boot-Ehrenmal Möltenort ist die Ubootkameradschaft Kiel. Um die Pflege und Erhaltung des U-Boot-Ehrenmals in Möltenort dauerhaft sicherstellen zu können, entschloss sich die Ubootkameradschaft Kiel bereits im Jahre 1975 dazu, die Stiftung Uboot-Ehrenmal Möltenort zu gründen.
Weiterhin arbeitet der Verband Deutscher Ubootfahrer im Rahmen des jährlichen Treffens „Blauer Tisch“ mit den deutschen Partnerorganisationen Deutscher Marinebund (DMB), Marine-Offizier-Vereinigung (MOV) und der Deutschen Marine zusammen.
Der Verband Deutscher Ubootfahrer gibt gemäß § 1 seiner Satzung die Verbandszeitschrift „Auftauchen!“ heraus.

## Die Präsidenten des Verband Deutscher Ubootfahrer e.V.
- Oktober 1968 bis November 1982: Korvettenkapitän a.D, Adalbert Schnee (Crew 34), geb. 31.12.1913 in Berlin, verstorben am 04.11.1982
- November 1982 bis April 1992: Kapitän zur See a. D. Kurt Diggins (Crew 34), geb. 17.10.1913 auf Gut Mohrberg; Krs. Eckernförde, verstorben am 01.03.2007
- April 1992 bis September 2001: Fregattenkapitän a. D. Gunther Hartmann  (Crew 10/61 - HSO), geb. 26.06.1932 in Flensburg, verstorben am 26.05.2020
- Oktober 2001 bis Ende September 2012: Kapitän zur See a. D. Rupert Bischoff (Crew 04/63), geb. 03.05.1942 in Guttstadt / Kreis Heilsberg in Ostpreußen
- Januar 2013 bis Ende Dezember 2016: Kapitän zur See a. D. Norbert Hermann, Jahrgang 1946
- Seit Januar 2017: Kapitän zur See a. D. Michael Setzer, Jahrgang 1956

## Kameradschaften im Verband Deutscher Ubootfahrer e.V.
Folgende Uboot- und Bordkameradschaften gehören mit ihren Mitgliedern (im Falle der Ubootkameradschaft U 23 e. V. mit einem Teil der Mitglieder) aktuell dem Verband Deutscher Ubootfahrer e. V. an:
- Bordkameradschaft Uboot-Unterstützungs-Einheit MAIN
- Ubootkameradschaft Hamburg e. V. „Adalbert Schnee“
- Ubootkameradschaft Kiel e. V.
- Ubootkameradschaft München 1926
- Ubootkameradschaft U 11
- Ubootkameradschaft U 15
- Ubootkameradschaft U 17
- Ubootkameradschaft U 23 e. V.
- Ubootkameradschaft U 27
- Ubootkameradschaft U 28 e. V.
- Ubootkameradschaft U 34 / DELTA
- Ubootkameradschaft Wilhelmshaven